# SS Kroonland
Le SS Kroonland était un paquebot transatlantique de l'International Mercantile Marine (IMM) de son lancement en 1902 jusqu'à son ferraillement en 1927. Le Kroonland était le sister-ship du SS Finland et proche des Vaderland et Zeeland de la même compagnie. Le Kroonland voyagea pour la Red Star Line, pendant 15 ans, ainsi que pour l'American Line et pour la Panama Pacific Line, toutes des filiales de l'IMM. Pendant la Première Guerre mondiale, le navire a servi de bateau de transport pour l'United States Army sous le nom de USAT Kroonland en avril 1918 et en tant que navire auxiliaire de l'United States Navy sous le nom de USS Kroonland (ID-1541) d'avril 1918 à octobre 1919.

## Histoire
Annoncé par la Red Star Line en 1899, le Kroonland est terminé en 1902 par la compagnie de construction maritime William Cramp and Sons, basée à Philadelphie. Une fois lancé, il est le plus grand bateau à vapeur américain jamais construit. Le Kroonland voyage de New York à Anvers pour son voyage inaugural, en juin 1902, commençant ainsi un service qui durera 12 ans sur la même route. Selon le New York Times, le Kroonland devient en 1903 le premier bateau à émettre en mer un appel de détresse à distance, alors qu'il se trouve en pleine tempête. Il entend aussi la « première véritable diffusion de l'histoire » en décembre 1906. Le Kroonland est l'un des dix bateaux qui aident le paquebot Volturno (1906) (en), alors en feu au milieu de l'Atlantique en octobre 1913. En dépit d'une mer tempétueuse, le Kroonland réussit à sauver quatre-vingt-neuf personnes, ce qui permet au capitaine et à l'équipage de recevoir des éloges et décorations.
Lorsque la Première Guerre mondiale en août 1914 interrompt le service vers la Belgique, le Kroonland est envoyé vers d'autres itinéraires. Lors d'un voyage en Méditerranée en octobre 1914, il est retenu par les autorités britanniques à Gibraltar, et une partie de son chargement confisqué à la suite d'une querelle diplomatique entre les États-Unis, alors neutres, et le Royaume-Uni. Lors d'un affrètement de circumnavigation en Amérique du Sud en février 1915, le Kroonland devient le plus gros navire à traverser le canal de Panama. Il est placé sur la route reliant New York à San Francisco, via le canal, jusqu'à ce qu'un glissement de terrain ferme temporairement le canal à la navigation. Retourné au service transatlantique, le Kroonland est l'un des premiers bateaux américains armés par la Navy pour la défense contre les attaques de sous-marins allemands. En mai 1917, une torpille frappe le Kroonland, sans le faire couler, ne l'endommageant que légèrement.
Après l'entrée en guerre des États-Unis, le Kroonland sert l'US Army et l'US Navy en tant que transporteur de troupes. Il fait six voyages pour amener des troupes en France avant l'Armistice et huit voyages après ; il transporte près de 38 000 hommes de troupe au total. De retour à l'IMM en 1919, le Kroonland brûle dans un incendie survenu dans un chantier naval en janvier 1920, alors qu'il est en cours de remise en service pour le transport de passagers. Le paquebot reprend le service dans l'Atlantique Nord en avril, où il reste jusqu'à ce qu'il retourne sur la liaison New York - San Francisco en 1923. Le Kroonland inaugure le service d'hiver de l'IMM reliant New York à Miami de décembre 1925 à mars 1926, mais est placé à Hoboken (New Jersey), quand l'IMM ne reprend pas le service vers Miami l'année d'après. Le navire est vendu à la ferraille à Gênes en 1927.

## Conception et construction
En juillet 1899, la Red Star Line annonce son projet de construction de quatre grands paquebots. Deux navires, le Kroonland et la Finland, construits chez William Cramp and Sons à Philadelphie, les deux autres, le Vaderland et le Zeeland, chez John Brown & Company de Clydebank en Écosse. En avril 1901, les deux navires construits en Écosse sont achevés et en service pour la Red Star, la construction des deux navires américains est bien avancée. Le Kroonland et le quasi identique Finland, avec 12 760 tonneaux chacun, sont légèrement plus grands que le Vaderland et le Zeeland. Les deux navires américains sont les plus grands navires à vapeur construits aux États-Unis au moment de leur lancement, et sont les navires civils de plus gros tonnage jamais construits par William Cramp.
Le Kroonland mesure 170,7 mètres (560 pieds) de long (Lpp) et 18,3 mètres (60 pieds) par le travers, avec un creux sur quille de 12,8 mètres (42 pieds). Sa coque est en acier et presque tous les rivets sont fixés à l'aide de riveteuses pneumatiques.
Le Kroonland est propulsé jusqu'à 17 nœuds (31 km/h) par des machines à vapeur jumelles à triple expansion. Les moteurs sont chacun évalués à 3 803 kilowatts (5 100 hp) et ont des cylindres de 82 centimètres (32 pouces), 137 centimètres (54 pouces) et 227,3 centimètres (89,5 po) avec une course de 106 centimètres (42 pouces). Il y a neuf chaudières écossaises à charbon à une seule extrémité avec une surface de chauffage de 2 081 mètres carrés (22 400 pieds carrés), une superficie de grille de 59,7 mètres carrés (643 pieds carrés) et une pression de fonctionnement de 11,75 bars (170 psi). Le Kroonland dispose de onze compartiments étanches avec des cloisons renforcées et est conçu pour rester à flot avec jusqu'à deux compartiments inondés. Les soutes à charbon du Kroonland entourent les chaudières, pour offrir une protection limitée au cas où le navire serait utilisé en temps de guerre.
La zone située sous le pont principal peut transporter jusqu'à 11 176 tonnes (11 000 long tons) de fret et de vivres. Les réservoirs d'eau du Kroonland peuvent contenir 203 tonnes (200 long tons) d'eau douce. Des entrepôts réfrigérés sont prévus pour les viandes et autres denrées périssables.
Les logements des passagers de troisième classe sont situés sur le pont principal : trois compartiments pour les hommes situés à l'avant et un seul compartiment pour les familles à l'arrière. Le compartiment familial est composé de cabines contenant deux, quatre ou six couchettes. Tous les compartiments disposent de salles à manger bien éclairées et de larges couloirs menant aux toilettes et aux installations sanitaires sur le pont supérieur.
Le pont supérieur abrite les installations destinées aux officiers et aux passagers de première et deuxième classe. Un long gaillard d'avant contient les logements de l'équipage et des sous-officiers, ainsi qu'un hôpital et les toilettes pour la troisième classe. Les cabines de première classe pouvant accueillir 106 passagers sont situées près du milieu du navire. À leur arrière, entre les cheminées, se trouve la salle à manger des passagers de première classe, qui s'étend sur toute la largeur du navire. Avec 208 places assises, elle est dotée de meubles en acajou et de boiseries en bois de citronnier avec incrustations, ainsi que d'un plafond à lucarne en verre qui s'étend sur deux ponts. Au-delà de cette zone se trouvent les cuisines, les arrière-cuisines et les offices qui servent toutes les classes de passagers. Plus à l'arrière, se trouve la salle à manger des passagers de deuxième classe, qui peut accueillir 120 convives. Elle s'étend également sur toute la largeur du navire et comporte des meubles en acajou, mais est recouverte de tapisserie sur un fond de couleur crème. Au-delà de la salle à manger se trouvent des cabines pour 76 passagers de deuxième classe.

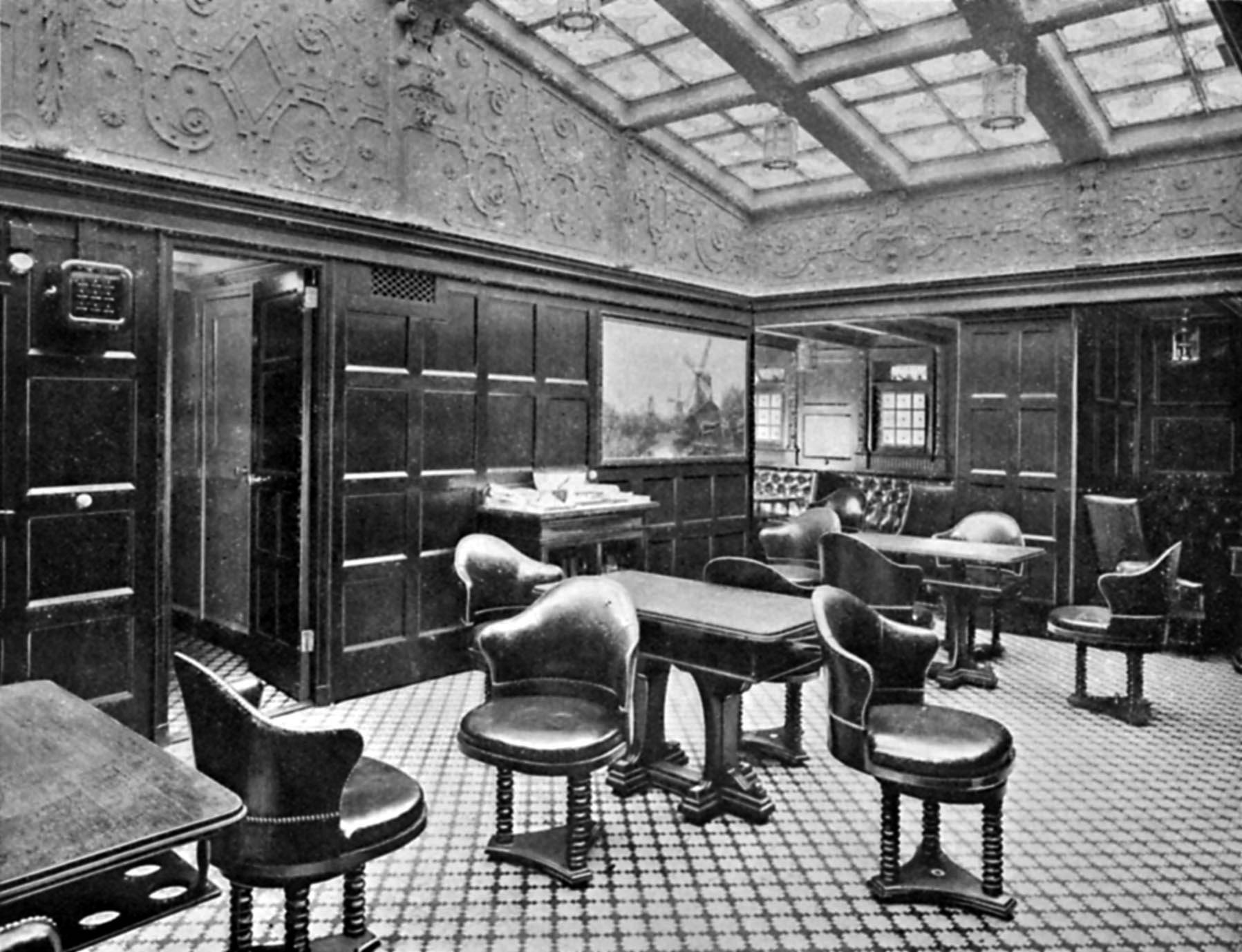
Le fumoir des passagers de première classe du SS Kroonland, vers 1909

Un pont long de 67 mètres (220 pieds) au milieu du navire contient des cabines pour 204 autres passagers de première classe et 120 passagers de deuxième classe. À l'arrière, se trouve un rouf contenant une salle de détente pour les passagers de troisième classe. Un pont-promenade est situé au-dessus, entouré de tous côtés par un pont à bateaux, où les 20 canots de sauvetage en acier du Kroonland sont rangés. Le pont-promenade abrite la bibliothèque et le fumoir pour les passagers de première classe.
Le Kroonland est lancé dans l'après-midi du 20 février 1902 lors d'une petite cérémonie informelle. Mme Rodman Griscom baptise le navire, mais le paquebot ne bouge pas sur la cale de lancement : le froid a gelé le suif utilisé pour graisser les poutres. Des vérins hydrauliques libèrent finalement le navire pour sa plongée dans le fleuve Delaware,.

## La Red Star Line (1902–1914)
Le Kroonland effectue son voyage inaugural de New York à Anvers le 28 juin 1902. Il reste sur cette ligne pendant les douze années suivantes.

### Premières radiophoniques
Au cours de ces premières années de service, le Kroonland participe à deux premières radiophoniques. Après une panne de gouvernail, 78 milles marins (144 km) à l'ouest de Fastnet Rock lors d'une tempête modérée au début de décembre 1903, l'équipage du navire communique sa situation difficile via le système sans fil Marconi, devenant, selon un reportage contemporain, le premier navire en détresse à utiliser la radio. Le Kroonland fait escale à Queenstown, en Irlande, pour des réparations. Il transfère ses passagers et son fret sur des navires de la White Star Line, une autre filiale de l'IMM.
L'autre première en radio survient le 24 décembre 1906, lorsque l'opérateur radio du navire entend, au lieu des habituels points et traits du code morse, la voix d'une femme qui chante. Le chant a été suivi d'un enregistrement du « Ombra mai fu » de Haendel, d'une lecture de poésie et de plus de musique jouée à partir de phonographes. Le bateau à vapeur est à l'origine de ce que le journaliste et auteur Robert St. John a appelé la « première véritable diffusion de l'histoire », créée par le pionnier de la radio Reginald Fessenden de Brant Rock dans le Massachusetts.

### Tempêtes
Durant sa période sur la ligne New York – Anvers, le Kroonland subit fréquemment les tempêtes typiques de l'Atlantique Nord. En novembre 1904, une agence de presse bruxelloise rapporte une rumeur selon laquelle le navire aurait sombré en pleine mer lors d'une tempête. La nouvelle est largement reprise par la presse américaine,. Elle s'avère fausse lorsque le Kroonland accoste à New York. Alors qu'une forte tempête souffle en décembre, le navire est frappé par ce que les médias contemporains appellent une « vague scélérate » aussi haute que le haut de ses cheminées. La vague s'écrase sur le pont et immobilise le navire. Un passager belge, projeté contre un mur, a la jambe cassée, et un membre d'équipage de quart dans le nid-de-pie est envoyé sur le pont 12 mètres (39 pieds) en-dessous. Il n'a seulement que des blessures mineures.
Lors d'une autre tempête, en décembre 1907, l'un des deux arbres d'hélice du Kroonland se brise alors que le paquebot se trouve au large des îles Scilly. Le capitaine Doxrud renonce à traverser l'Atlantique en hiver sur une seule hélice,, et décide de retourner à Southampton, où deux remorqueurs l'amènent au port. Les passagers sont transférés sur le Majestic, de la White Star, pour reprendre la traversée vers New York, tandis que le Kroonland entre en cale sèche à Southampton. Equipée d'un nouvel arbre, il navigue, sans passagers ni cargaison, vers New York, où il arrive le 2 janvier 1908.
En février 1910, de violentes tempêtes hivernales sur l'Atlantique Nord prolongent de trois jours l'un de ses voyages vers New York. En mai, le Kroonland casse un autre arbre d'hélice, et retourne de nouveau à Southampton pour des réparations.

### Autres traversées particulières
Tous les événements qui surviennent à bord ne sont pas liés aux tempêtes.
En 1904, le New York Times rapporte les plaintes des passagers de première classe concernant les privilèges accordés à leurs chiens et les conditions de vie dans le chenil à bord du paquebot. Une passagère, déterminée à garder son chien dans sa cabine, a retiré son compagnon canin du chenil, imitée par d'autres passagers. L'équipage du Kroonland finit par ramener tous les chiens au chenil. De nombreux propriétaires de chiens ont refusé de parler aux autres personnes impliquées pendant toute la durée du voyage.
La traversée de septembre 1907 est particulièrement ponctuée de naissances à bord.
Le Kroonland est le théâtre d'une tentative de meurtre-suicide en octobre 1908. Deux connaissances en classe économique se sont disputées à propos d'une jeune passagère de deuxième classe, que les deux hommes connaissaient. Un des deux hommes lance un couteau sur l'autre, le blessant légèrement, puis s'enfuit et saute par-dessus la rambarde dans la Manche près de Douvres. Le sénateur américain Benjamin Tillman et sa femme sont à bord du paquebot à ce moment-là et voient le jeune homme sauter par-dessus bord. Bien que le navire ait mis à l'eau une embarcation pour le chercher, aucune trace de lui n'est trouvée et il est présumé noyé.
Fin avril 1911, le Kroonland heurte le brise-lames du port de Douvres, désactivant le gouvernail et retardant le navire d'une journée.
Le 8 janvier 1913, le Kroonland s'échoue dans le canal Ambrose (en) lors d'un épais brouillard alors qu'il quitte New York. Il faut plus de six heures aux remorqueurs pour le libérer de la boue molle.

### Grèves
Le Kroonland subit à plusieurs reprises des retards suite à des grèves. Ainsi, en mai 1907 à New York.
En mai 1911, l'équipage du Kroonland, agissant sur la base de rumeurs d'une grève imminente des marins britanniques, refuse de s'engager pour le prochain voyage du navire, forçant la Red Star à embaucher un équipage de remplacement .

### Changements de pavillon
La Red Star Line bascule l'immatriculation du Kroonland des États-Unis à la Belgique le 6 novembre 1908 à Anvers. L'une des raisons avancées pour ce changement est de permettre à la Red Star d'embaucher des équipages non américains à moindre coût. Le Kroonland effectue son voyage inaugural sous pavillon belge le lendemain.
Peu avant l'ouverture du canal de Panama, l'International Mercantile Marine soumet une offre pour un contrat de dix ans pour le Kroonland et le Finland afin de transporter le courrier américain entre New York et San Francisco. Selon la loi, seuls les navires battant pavillon américain sous contrat peuvent transporter du courrier américain. Il est également prévu que les navires battant pavillon américain bénéficient d’un traitement préférentiel pour les péages du canal. Lors d'une courte cérémonie à bord du paquebot dans le port de New York le 27 décembre 1911, le pavillon belge est amené et le drapeau américain est hissé au son de « The Star-Spangled Banner » par la fanfare du paquebot, peu avant son départ pour Anvers.

### Premier sauvetage
Le Kroonland recueille en juillet 1911 l'équipage de douze hommes, en grandes soufrances, du Lembit.

### Sauvetagedu Volturno
Vers 6 h du matin le 9 octobre 1913, le Volturno (1906) (en), un navire de la Royal Line affrété par l'Uranium Line, prend feu lors d'une tempête dans l'Atlantique Nord. L'équipage lutte contre l'incendie pendant environ deux heures mais, réalisant la gravité de l'incendie et les options limitées pour l'éteindre en haute mer, le capitaine Francis Inch du Volturno ordonne à son opérateur radio d'envoyer des signaux SOS. Le Kroonland, qui se dirige vers New York, est au-delà de la position du Volturno, mais il vire vers l'est pour aider le paquebot en feu. Entre temps, plusieurs canots de sauvetage du Volturno, avec des femmes et des enfants à bord, sont lancés avec des résultats tragiques : tous ceux qui se trouvent à bord des canots de sauvetage sont tués lorsque les bateaux chavirent ou sont écrasés par la coque du navire en train de tanguer.
Au total, dix navires répondent aux appels de détresse, arrivant tout au long de la journée et le lendemain. Le Kroonland arrive vers 17 h, et à 20 h, un canot de sauvetage avec un équipage de bénévoles est mis à l'eau. Le bateau ne peut s'approcher du paquebot en feu. Le canot de sauvetage du Kroonland revient à 22 h 30 avec un équipage épuisé et la seule personne qui a osé sauter dans l'eau tumultueuse. Il s'agit de l'opérateur radio en second.
Le capitaine J.C. Barr du Carmania, le premier navire de sauvetage arrivé sur zone, prend la direction des opérations de sauvetage. Il demande aux navires de former une sorte de « ligne de bataille » et de tourner lentement autour du navire en feu, tandis que son navire garde un projecteur sur le Volturno et qu'un autre balaye l'anneau des navires de sauvetage pour les aider à éviter les collisions. Malgré les efforts du Carmania, le Kroonland et le paquebot de la French Line La Touraine évitent de peu la collision, s'approchant - selon un passager - à moins de 5 mètres (16 pieds) l'un de l'autre. Le quatrième officier du Kroonland démentira cette version.
Le canot de sauvetage du Kroonland, dirigé par un équipage frais, revient avec 13 passagers de l'entrepont. À bord du Volturno, l'équipage et certains passagers masculins, sont incapables d'éteindre l'incendie, mais empêchent sa propagation aux cales arrière, sur lesquelles sont rassemblés les autres passagers. Peu avant l'aube, une forte explosion, probablement celle de ses chaudières, secoue le Volturno. Le navire, qui n'était jusqu'alors pas en danger imminent de couler, peut désormais sombrer à tout moment. Le pétrolier Narragansett met ses pompes en marche et pulvérise du pétrole sur la mer pour limiter les vagues en surface. L'effet combiné du pétrole et de l'atténuation de la tempête permet d'envoyer beaucoup plus de canots de sauvetage au secours du Volturno. Ainsi, le Kroonland lance deux autres bateaux et sauve 75 autres passagers, dont le capitaine Inch, le dernier à quitter le navire en détresse. Au total, 520 passagers et membres d'équipage ont été secourus par les dix navires, dont 89 par le Kroonland. Les pertes en vies humaines ont été limitées à environ 130 personnes, principalement des femmes et des enfants lors des premiers lancements de canots de sauvetage.

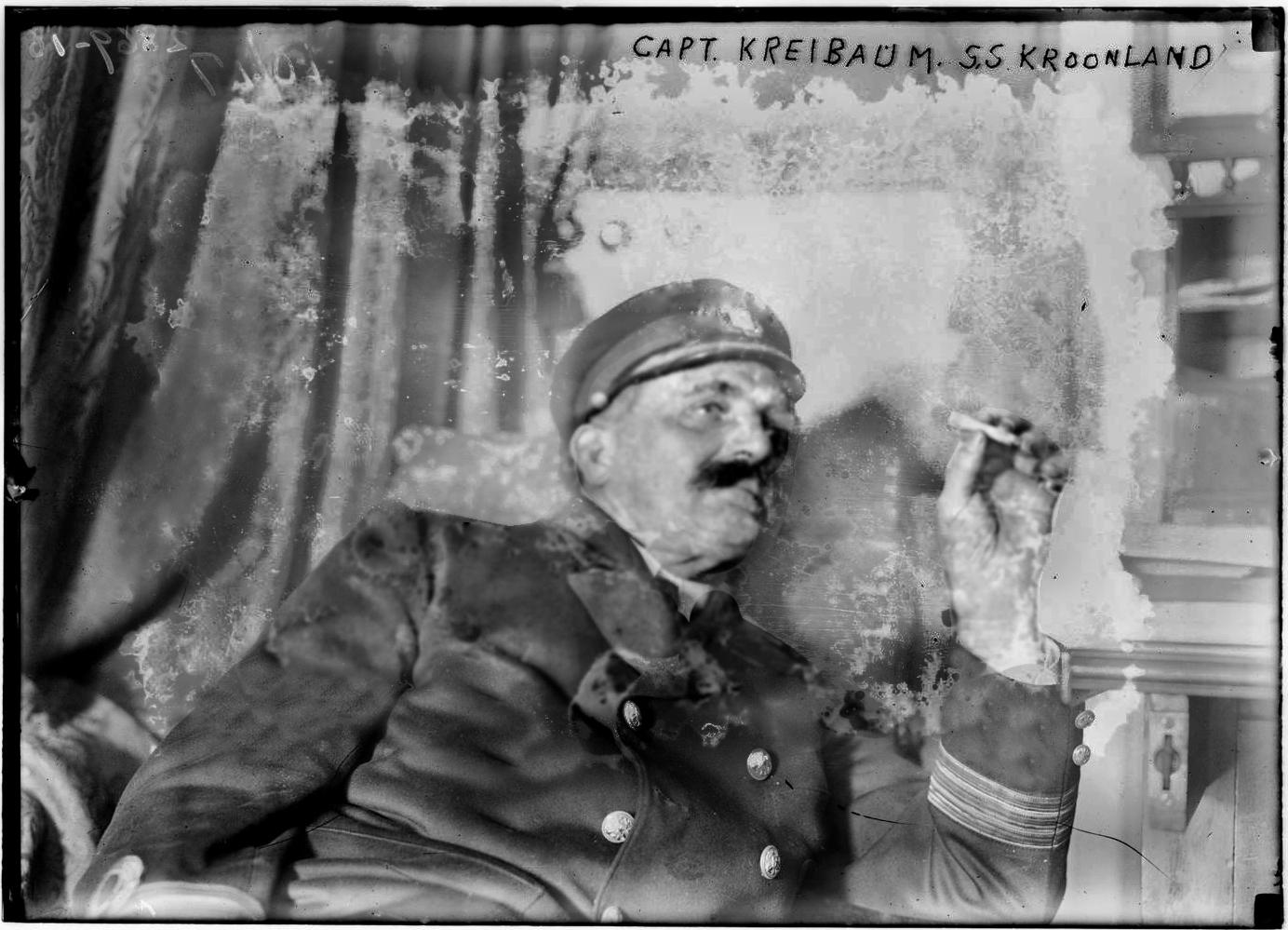
Pour sa participation au sauvetage du Volturno, le capitaine du Kroonland, Paul H. Kreibohm, est fait chevalier de l'Ordre de la Couronne.

À 9 h, les bateaux de sauvetage étant récupérés, les paquebots reprennent leur route initiale. Le Kroonland continue vers les États-Unis, gêné par un vilebrequin fissuré qui le ralentit à 12 nœuds (22 km/h). Durant son lent voyage vers New York, les passagers de cabine du Kroonland rédigent une résolution honorant le capitaine Paul H. Kreibohm (en) et l'équipage pour leurs actions pendant le sauvetage, et collectent 700 dollars au profit des survivants du Volturno. Le Kroonland accoste finalement à New York le 16 octobre.

Montre de poche en cuivre offerte à d'Alfons J. Roll

L'équipage, comme celui des neuf autres navires impliqués, reçoit de nombreuses félicitations pour leurs actions durant le sauvetage. Après l'envoi au navire, au moment du sauvetage, d'un télégramme de félicitations, le roi Albert de Belgique fait le capitaine Kreibohm Chevalier de l'Ordre de la Couronne en janvier 1914. Dans le même temps, le gouvernement belge décerne la Croix civique de troisième classe au troisième officier du Kroonland et des Médailles civiques de première classe à six membres d'équipage et à un steward. En mars, le roi George V du Royaume-Uni, sur recommandation du Board of Trade, décerne à 39 membres de l'équipage du navire la Silver Sea Gallantry Medal (médailles de bravoure en mer), ainsi qu'une récompense de 3 livres sterling. Les membres d'équipage des dix navires ont reçu des Sea Gallantry Medal, mais aucun autre navire n'a reçu plus de médailles que le Kroonland. Plus tard en mars, le Congrès des États-Unis honore Kreibohm avec une montre en or, les officiers du Kroonland, y compris Kreibohm, avec des médailles d'or du Congrès , et d'autres membres d'équipage avec cinq médailles d'argent et 25 médailles de bronze. En avril, la Life Saving Benevolent Association de New York décerne sa médaille de sauvetage à Kreibohm, à quatre officiers et à 35 membres d'équipage,. En juin 1916, Kreibohm reçoit la Croix d'honneur américaine des mains de Henry Bruckner (en), membre du Congrès.

### Autre assistance
Le 20 mai 1914, le vapeur Manhattan et le Kroonland ramènent à Anvers 27 rescapés du Columbian, cargo sur lequel se serait produit une explosion, déclenchant un incendie,. Le Kroonland ne figure pas dans les navires sauveteurs. Le croiseur allemand Seidlitz aurait transféré les 13 survivants à son bord.

### Passagers notables
Au cours de ses traversées d'avant-guerre entre New York et Anvers, le Kroonland transporte des passagers remarquables et intéressants. Le 1er août 1904, l'une des passagères du navire arrive à New York sous les traits d'une femme quelque peu mystérieuse. Elle raconte qu'elle est sortie dîner à Anvers et qu'elle s'est réveillée en mer avec seulement la robe de soirée en soie blanche qu'elle porte. N'ayant ni argent ni bagages, elle se voit interdire l'entrée aux États-Unis, et est contrainte de rester à bord du navire,. La presse ayant relaté sa situation difficile, elle reçoit des lettres et des télégrammes contenant des propositions de mariage. Son histoire personnelle et une lettre de crédit permettent finalement de vérifier son identité, mais un médecin de New York l'ayant déclarée folle, elle est expulsée.
Le 27 mai 1905, l'auteure américaine Molly Elliot Seawell (en) embarque pour l'Europe à bord du Kroonland, un jour où six paquebots, avec plus de 1 500 passagers, quittent New York. En octobre, Helen Taft revient d'Europe sur le Kroonland et est accueillie par son mari, le secrétaire à la Guerre William Howard Taft. En août suivant, Henry Yates Satterlee (en), le premier évêque épiscopalien de Washington, revient par le Kroonland après une tournée de six semaines dans les cathédrales d'Europe, au cours de laquelle il a noté les bons et les mauvais éléments dans la conception en préparation de la construction de la cathédrale nationale de Washington. L'amiral Charles Sperry et le lieutenant Daniel W. Wurtsbaugh de la marine américaine, ainsi que le général de brigade Robert O'Reilly (en), médecin général de l'armée américaine, reviennent également par le même voyage; tous étaient des délégués américains à la deuxième Convention de Genève. Ce n'est pas le premier voyage sur le Kroonland pour Satterlee et O'Reilly. Satterlee l'avait pris, au mois de mai précédent, pour visiter la ville thermale de Bad Nauheim en Hesse, O'Reilly était du voyage de novembre 1904 au cours duquel le Kroonland avait été signalé comme coulé.
Les actrices américaines Kitty Cheatham (en) et Isabel Irving, chacune mariée à un homme différent nommé « W.H. Thompson », voyagent à bord du Kroonland en mai 1910. Informées de la présence de l'autre lorsqu'un courrier adressé à « Mme W.H. Thompson » arrive les actrices – de vieilles amies ayant toutes deux travaillé dans la compagnie de théâtre d'Augustin Daly – partagent une cabine pour le voyage.
Depuis le 31 mai à New York jusqu'au 9 juin à Southampton, le navire devient le « navire à vapeur officiel de la Conférence missionnaire mondiale (en) » pour ses délégués et ses représentants, en route vers Édimbourg, en Écosse,. Honda Yoitsu, considéré comme le seul évêque épiscopalien méthodiste japonais, est à bord du paquebot le 31 mai. Des articles de presse font état de certaines activités inhabituelles à bord du Kroonland au cours de ce voyage. Parmi ces activités figurent des services de dévotion matinaux organisés quotidiennement dans la salle à manger du navire, ainsi que le chant spontané d'hymnes sur le pont chaque soir.
Le Kroonland est impliqué de manière indirecte dans une affaire plus sinistre en juillet 1910. Avec sa maîtresse Ethel La Neve, le médecin américain Hawley Crippen fuit l'Angleterre après que les circonstances de la mort de sa femme soient remises en question. Un corps ayant été retrouvé dans le sous-sol de la résidence de Crippen au nord de Londres, l'inspecteur en chef de Scotland Yard, Walter Dew, fait rechercher le couple pour meurtre. Selon une théorie, le couple a navigué depuis Douvres sur le Kroonland, mais lors de l'inspection à New York à l'arrivée, Crippen et Le Neve sont introuvables. Le couple en fuite a en fait navigué depuis Anvers sur le paquebot SS Montrose (1897) (en) de la Canadian Pacific. Identifié lors de la traversée du Montrose, Crippen est arrêté, reconnu coupable du meurtre de sa femme et pendu. Ethel La Neve est acquittée.
Le romancier américain Theodore Dreiser, de retour d'une longue tournée européenne en avril 1912, envisage brièvement de revenir sur le RMS Titanic. Il navigue deux jours plus tard sur le Kroonland, battant pavillon américain et moins cher. Dreiser a raconté l'humeur sombre des passagers du Kroonland à la nouvelle du naufrage du Titanic, observant que « la terreur de la mer était arrivée rapidement et directement à tous ».
Lors du voyage de retour du Kroonland à New York, Horst von der Goltz (en), un agent secret allemand autoproclamé, échappe aux autorités allemandes en travaillant comme steward à bord du paquebot.

### Période précédant la Première Guerre mondiale
Début août 1914, le conflit commence à engloutir le continent européen. À peine parti, le Kroonland revient à Anvers pour décharger une partie de sa cargaison, suite à un arrêté du gouvernement belge interdisant l'exportation de certaines marchandises. Il arrive à New York le 11 août 1914 avec des passagers qui ont échappé de justesse aux hostilités.

## L'American Line, 1914–1915

### New York - Liverpool
Avec l'invasion allemande de la Belgique début août 1914, le Kroonland est transféré sur la ligne New York - Liverpool. Le transfert de troupes russes de Grande-Bretagne vers la France perturbe durant trois jours le transport ferroviaire, empêchant nombre de passagers d'arriver à temps à Liverpool pour le départ du 28 août. Après deux circuits vers Liverpool, l'IMM annonce déplacer le navire vers la Méditerranée pour attirer des clients et compenser les pertes dues à la guerre.

### La Méditerranée
Au départ de New York le 15 octobre, à destination de Gibraltar, Naples et Le Pirée, le Kroonland devient ce que l'IMM appelle le premier grand navire à vapeur battant pavillon américain « à s'engager dans le commerce avec les coins les plus reculés de la Méditerranée »,. En plus des passagers, le navire transporte du caoutchouc et plus de 1 500 t de cuivre destinés à l'Italie.
Le 28 octobre, arguant que l'Italie, pays neutre, n'a pas restreint l'expédition de cuivre (qui pourrait servir à fabriquer du matériel de guerre) vers l'Allemagne ou l'Autriche-Hongrie, les autorités britanniques retiennent le navire à Gibraltar,. Cette détention est contestée par le Département d'État américain. Le Kroonland n'est autorisé à reprendre son voyage le 8 novembre, qu'après déchargement du cuivre et du caoutchouc, qui sont emmenés à une cour de prises. Le navire arrive à Naples le 11 novembre, où le gouvernement italien inflige une amende de 2 200 dollars pour le retard. Le Kroonland termine ensuite son périple méditerranéen. Au retour vers New York, il transporte le nouveau ministre de Bulgarie aux États-Unis, où il arrive le 4 décembre. L'IMM annonce que le Kroonland reprendra la route méditerranéenne en décembre, mais le paquebot est retiré de la ligne.

### L'Amérique du sud
Fin janvier 1915, le Kroonland part pour une tournée d'affaires en Amérique du Sud sous contrat avec l'American Trade Tour Company,. La tournée, annoncée dès juin 1914, est conçue comme une vitrine pour les entreprises américaines souhaitant se développer en Amérique du Sud, et le Kroonland fait le tour du continent, parcourant plus de 15 000 milles marins (27 780 km) en 82 jours. Au cours du voyage, le paquebot accoste dans différents ports où des hommes d'affaires ou des représentants commerciaux, comme la Babson Statistical Organization (en), font des argumentaires de vente et montrent des films d'usine à des clients potentiels à bord du Kroonland.

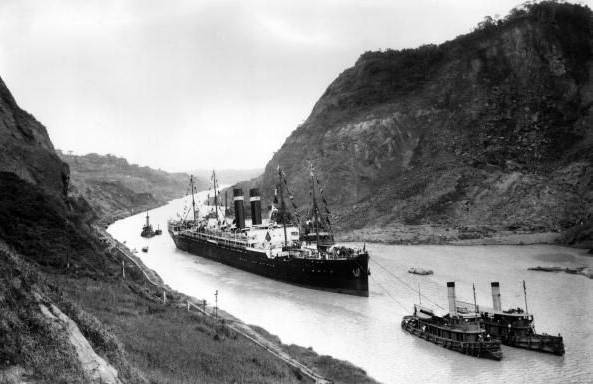
Le SS Kroonland navigue dans la coupe Culebra du canal de Panama le 02 février 1915, devenant le plus grand navire à passagers à transiter par le canal.

Au cours de cette incursion en Amérique du Sud, le navire passe le 2 février le canal de Panama d'est en ouest, devenant à cette date le plus grand navire à passagers à transiter par le canal .
Également au cours du voyage, alors qu'il transite par le détroit de Magellan à la fin du mois de février, le Kroonland croise le croiseur britannique HMS Bristol qui se ravitaille en carburant auprès d'un charbonnier et, le 26 février, en entrant dans le port de Punta Arenas, au Chili, il croise le HMS Glasgow qui part à la recherche du croiseur allemand SMS Dresden.
Le Kroonland revient à New York le 14 avril.

## La Panama Pacific Line, 1915
En mai 1915, le Kroonland et son navire jumeau, le Finland, sont affrétés par la Panama Pacific Line pour le service prévu de longue date entre New York et San Francisco via le canal de Panama. Le Kroonland quitte New York pour la Californie le 22 mai, avec cinquante couples en lune de miel et une importante cargaison de farine en provenance de St. Paul, Minnesota. Le voyage intercôtier dure environ 17 jours dans chaque sens et les navires font escale à Los Angeles ou à San Diego lors des voyages vers l'est et vers l'ouest,.
Avec deux navires sur la ligne, il y a un départ de New York ou de San Francisco toutes les trois semaines environ. Le service est commercialisé comme le moyen idéal de visiter l'Exposition Panama-Californie à San Diego et l'Exposition internationale Panama-Pacifique à San Francisco. Lors de celle-ci, une maquette détaillée du Kroonland est exposée sur le stand de 604 mètres carrés (6 501 pieds carrés) de l'IMM, au Palais des Transports.

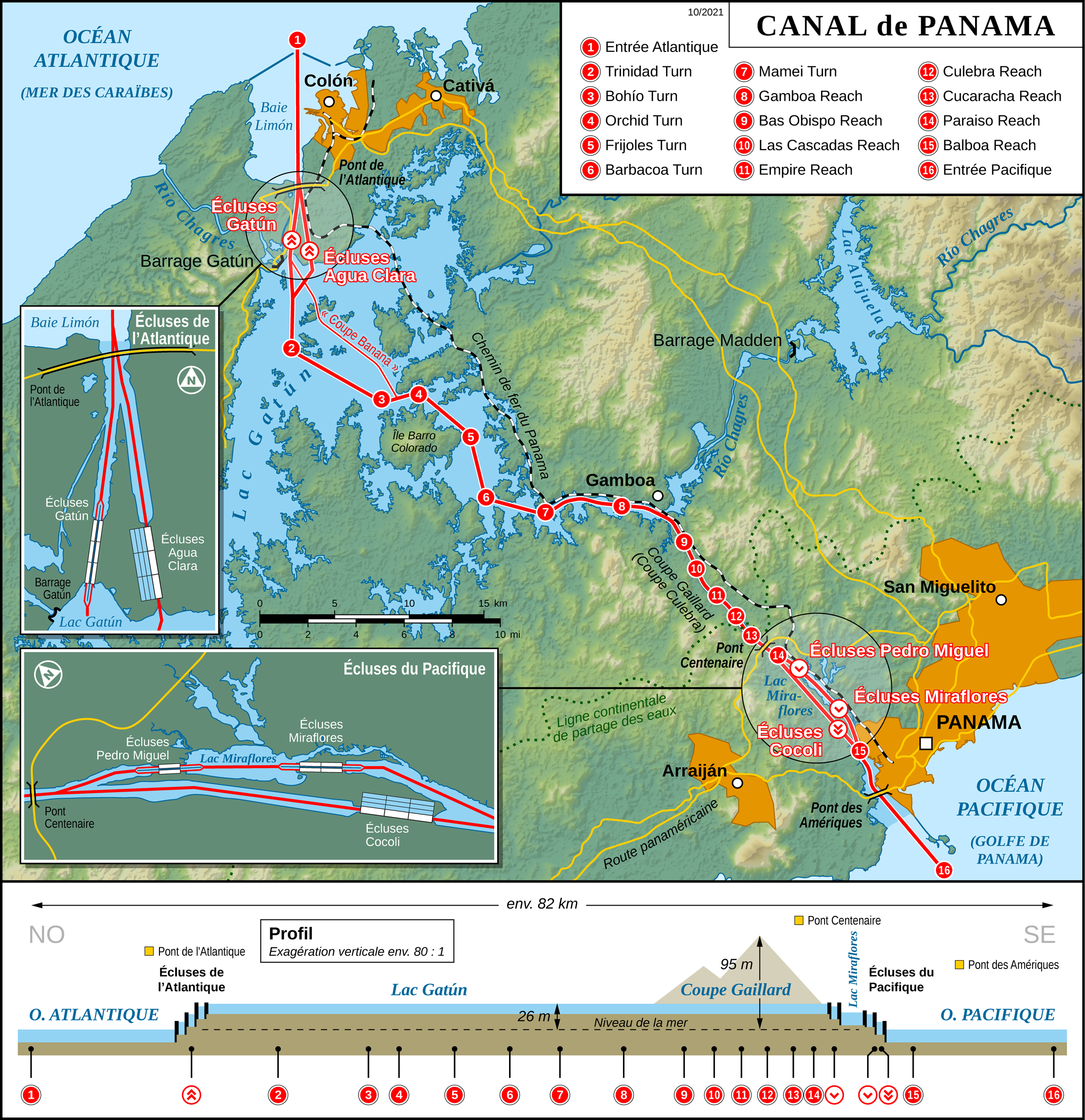
Carte du canal de Panama

Des glissements de terrain fréquents, et de plus en plus graves, dans le canal perturbent le service du Kroonland et du Finland. En août 1915, l'arrivée du Kroonland à New York est retardée d'une journée par un glissement de terrain de Gaillard Cut,. Début septembre, les deux navires sont retardés de dix jours, en attendant que le canal soit dragué après un autre glissement de terrain,. Début octobre, un autre glissement de terrain se produit dans la Gaillard Cut — celui-ci de plus de 1 000 000 yards cubes (764 555 m3) d'argile et de roches — obture le canal, et on s'attend à ce que la navigation soit impossible pendant six mois. Le Kroonland est alors en route vers le canal depuis San Francisco avec 465 passagers, tandis que le Finland se trouve au terminus oriental du canal, Colón, avec 320 passagers. Après l'arrivée du Kroonland à l'extrémité ouest du canal, à Balboa, les deux paquebots échangent leurs passagers, dont l'ancienne Première Dame Helen Taft et sa fille Helen, par chemin de fer à travers l'isthme. Le Kroonland revient ensuite à San Francisco, pour transférer sa cargaison sur le Mongolia, de l'Atlantic Transport Line.

## L'American Line, 1915–1917

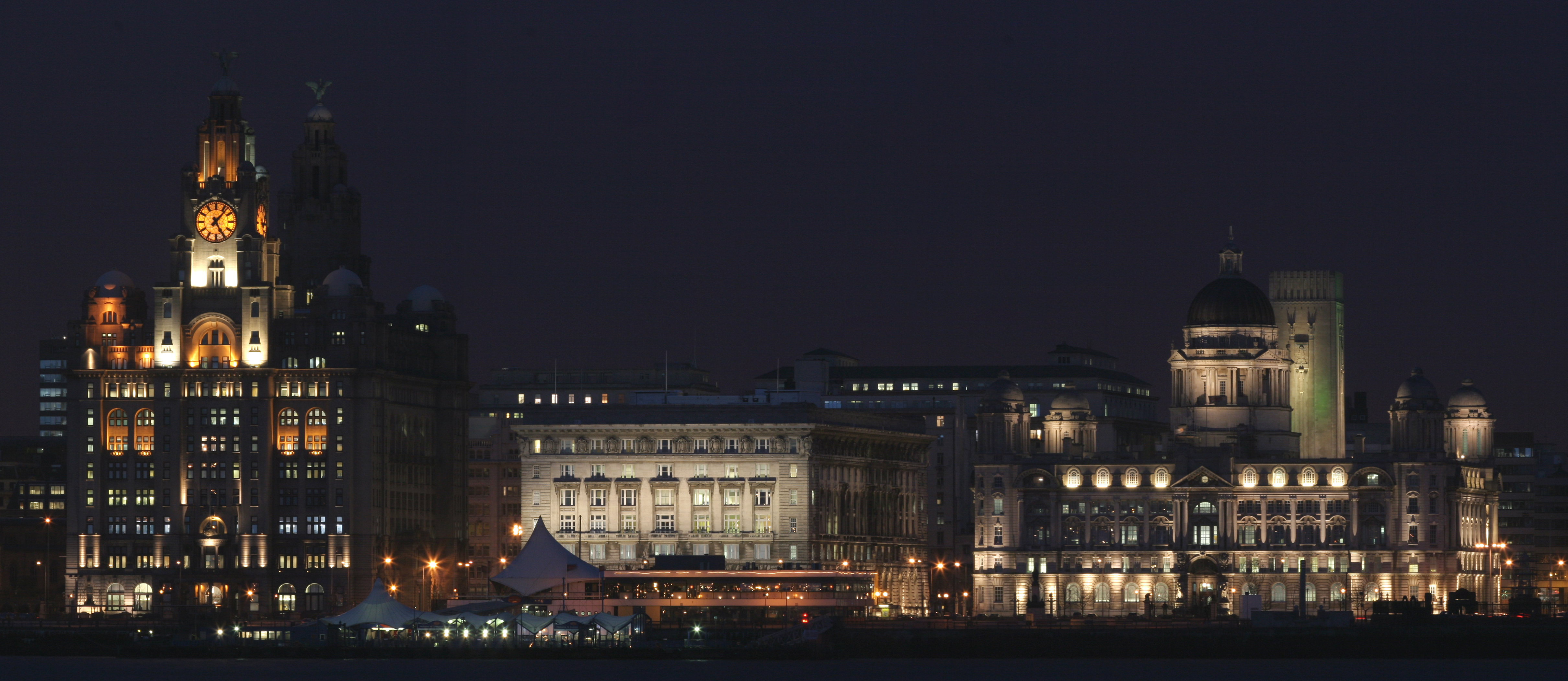
Pendant son service New York-Liverpool, le Kroonland aurait été accueillie par les Trois Grâces du Pier Head de Liverpool.

Le retard causé par le glissement de terrain du canal de Panama en octobre crée une incertitude quant à l’avenir immédiat du Kroonland. Alors que le Finland est transféré sur une ligne New York-Londres presque immédiatement après la fermeture du canal, le Kroonland est « piégé » sur la côte ouest du continent. Début novembre, le Kroonland, chargé de marchandises destinées au Royaume-Uni et naviguant sous la bannière de l'American Line, quitte San Francisco pour Londres, via le détroit de Magellan. Le 21 décembre, le paquebot arrive à Rio de Janeiro après s'être échoué, mais il est intact. Continuant vers Londres, le Kroonland part pour New York le 30 janvier 1916. Malgré des annonces, à la mi-1916, de retour pour les deux navires jumeaux à la Panama Pacific Line et de prolongement de la ligne du canal jusqu'au port hawaïen d'Honolulu, les deux navires restent en service dans l'Atlantique Nord.
Le 20 février, le Kroonland, continuant de naviguer pour l'American Line, revient au service New York - Liverpool après une absence de 18 mois. En tant que navire d'un pays neutre (les États-Unis le sont encore) dans une zone de guerre, le Kroonland a son nom peint en grandes lettres de chaque côté de sa coque. Le nom est flanqué de chaque côté de grands drapeaux américains et maintenu illuminé la nuit. En juin, il transporte 1 500 000 dollars d'or argentin de Londres pour le déposer auprès de la Guaranty Trust Company de New York.
Le 26 novembre 1916, un cuisinier à bord du Kroonland est arrêté pour contrebande de plumes, d'ailes et de têtes d'oiseaux de paradis et de pigeons couronnés. L'homme, qui était payé 300 dollars pour chaque chargement de plumes, a fait passer au moins trois chargements de contrebande aviaire avant son arrestation.
En janvier 1917, une vente est organisée dans le saloon du Kroonland, qui permet de récolter 73 £ 15 shillings 11 pence pour le Times Fund, au profit de la Croix-Rouge britannique et de l'Ordre de Saint-Jean.

### En Atlantique, zone de combats
Lors du retour de Liverpool le 1er février, les passagers et l'équipage du Kroonland voient le sous-marin allemand UC-46 couler un navire néerlandais au large des côtes irlandaises, . Le 1er février 1917, vers 15 h 30, les passagers et l'équipage voient le sous-marin dépasser et arrêter le cargo. Vers 16 h 15, le sous-marin, alors à l'autre bout du navire néerlandais et hors de vue de Kroonland, tire trois fois avec son canon. Le cargo commence immédiatement à gîter sur bâbord et coule en cinq minutes. Le Kroonland, étant à moins de 5 milles marins (9 km), s'apprête à secourir l'équipage du cargo, mais s'arrête lorsque le sous-marin prend en remorque le canot de sauvetage néerlandais.
Quatre jours plus tard, un sous-marin suspect est aperçu à 5 milles marins (9 km) à bâbord du Kroonland. Il y aura d'autres rapports sur des navires que les passagers prennent pour un raider commercial allemand ou un ravitailleur de sous-marins,.

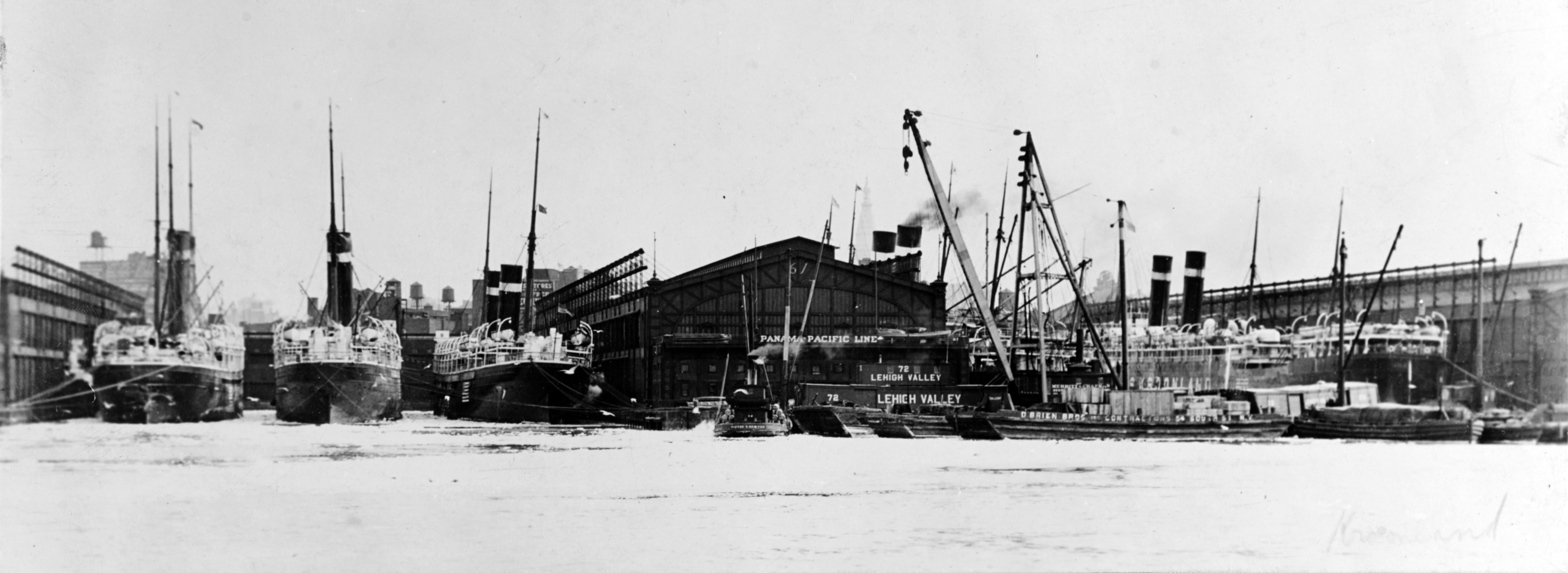
L'American Line désarme ses navires (New York, février 1917) après que l'Allemagne ait repris la guerre sous-marine sans restriction. Le Kroonland est à droite avec son nom sur son bâbord.

 L'Allemagne ayant repris le 1er février la guerre sous-marine sans restriction, le Kroonland est désarmé pendant près de deux mois sur les quais de l'American Line à New York, avec le Finland et trois autres navires,. Durant cette période d'arrêt forcé, le Kroonland passe de la combustion de charbon à celle de pétrole, une modification attendue depuis longtemps, qui avait été annoncée en octobre 1915. Outre l'argument de vente que la compagnie en fait, cette conversion réduit le nombre de chauffeurs nécessaires de 75 à 12, limitant d'autant la masse salariale du Kroonland. Comme le mazout est stocké à l'intérieur du double fond de sa coque, ses soutes à charbon sont supprimées, et leur espace récupéré pour du chargement supplémentaire. Les économies de main-d’œuvre et les revenus supplémentaires de fret entraînent un gain net de 25 000 dollars par voyage.

## Transport de troupes

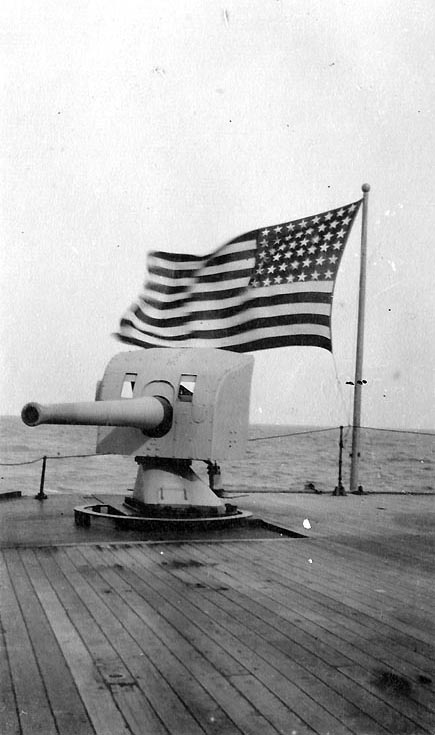
Un canon de 102 mm sur le Kroonland, l'un des sept premiers navires marchands américains armés défensivement

### Armé défensivement
Le Kroonland sert de navire de transport de troupes durant environ toute l'année suivante . Début mars, les officiers d'artillerie de la marine américaine inspectent le Kroonland et prennent des mesures, en vue de l'armer pour se défendre contre les attaques sous-marines,. Le 13 mars, la Marine lui attribue des canons, devenant ainsi l'un des sept premiers navires à être armés . Avec son armement complet et, pour manœuvrer les canons, une garde armée de l'US Navy (en), le Kroonland navigue vers Liverpool le 25 mars 1917. Douze jours plus tard, les États-Unis déclarent officiellement la guerre à l’Allemagne.

### Torpillé
Le matin du 20 mai, alors que le paquebot navigue vers Liverpool à travers un épais brouillard, une torpille le frappe sans exploser. Deux minutes plus tard, ses vigies repèrent un sous-marin se dirigeant vers le Kroonland, si près du paquebot que ses canons ne peuvent être suffisamment abaissés pour ouvrir le feu. Bien que le sous-marin, apparemment également surpris, inverse ses hélices et tente de virer pour éviter une collision, il heurte légèrement le paquebot et gratte son flanc avant de plonger. Pendant ce temps, deux autres torpilles se sont approchées à environ 20 pieds (6 m) de la poupe du Kroonland. Cet après-midi-là, le paquebot aperçoit un autre sous-marin, qui fait surface à environ 1 000 yards (914 m) sur bâbord. Kroonland bombarde immédiatement le sous-marin, le forçant à plonger pour se mettre en sécurité. Début juin, cette attaque à la torpille ratée contre le navire fait la une des journaux américains,.

### Convois
En septembre, des éléments de la 42e division d'infanterie américaine naviguent de New York à Halifax (Nouvelle-Écosse) sur le Kroonland. Le navire quitte Halifax le 30 septembre dans un convoi allié avec le navire américain Mongolia et les navires du Commonwealth Carmania (qui avait en 1913 dirigé le sauvetage du Volturno), Anchises, Canada, Grampian, Ionican, Themistocles, Victoria, Carpathia, Medic, Miltiades, Mokoia et Ruahine . À deux jours de Halifax, les cinq derniers navires se séparent du convoi pour se diriger vers l'Écosse. Le groupe du Kroonland navigue vers Liverpool.
Le 15 octobre 1917, l'United States Shipping Board (USSB) réquisitionne tous les navires à passagers américains de plus de 2 500 tonneaux pour l'effort de guerre. Bien que l'impact immédiat pour le Kroonland ne soit pas précis, on sait qu'il est transport de l'armée américaine (sous le nom d'USAT Kroonland ) en février 1918. Il est alors chargé d'équipement militaire et quitte New York pour Saint-Nazaire, en France.
En février 1918, l'USSB assigne le Kroonland à la flotte de transport en tant que transport affrété par l'armée américaine (U.S. Army Chartered Transport ou USACT). Après son retour de France le 9 avril, il est converti en transport de troupes à New York par la William J. Kennedy Company. Une conversion typique d'un paquebot de ligne en transport de troupes implique que tous les logements de deuxième et troisième classe soient arrachés et remplacés par des couchettes pour les troupes. Les installations de cuisine et de toilettes doivent également être considérablement agrandies pour faire face au grand nombre d'hommes à bord.

## Navire de transport pour l'U.S. Navy
Après les problèmes de discipline à bord survenus sur le transport de troupes USAT Finland lorsqu'il fut torpillé (il transportait des suvivants du torpillage, onze jours plus tôt, de l'USAT Antilles), la marine américaine, sur les recommandations du contre-amiral Albert Gleaves, insiste pour que tous les transports de troupes soient entièrement pilotés par du personnel de la marine. Cela est accompli peu de temps après, pour éviter le besoin de ce que Gleaves appelait des « hommes ignorants et peu fiables » qui étaient « les balayeurs des docks ». En conséquence, le Kroonland est remis à la Marine le 22 avril et mis en service le même jour.

### Transport de troupes vers la France
L'USS Kroonland est affecté à la Force de croiseurs et de transport après sa mise en service. Le navire quitte New York le 30 avril avec les transports Matsonia, Manchuria et Finland. Martha Washington et Powhatan, deux transports, partis de Newport News (Virginie), rejoignent le groupe. Le South Dakota assure la protection du convoi jusqu'à son arrivée en France le 12 mai. Le Kroonland rentre à New York le 1er juin.
Le Kroonland quitte New York le 15 juin pour la France, avec le Finland, le DeKalb, le George Washington, le Covington, le Rijndam, le vapeur italien Dante Alighieri et le vapeur britannique Vauban, et rejoint le lendemain matin la partie Newport News du convoi — composée du Lenape, Wilhelmina, Princess Matoika, Pastores et du navire de transport britannique de troupes Czar (un autre sauveteur du Volturno). Le convoi est escorté par les croiseurs North Carolina et Frederick, ainsi que par les destroyers Stevens et Fairfax. Le cuirassé Texas et plusieurs autres destroyers se joignent aux tâches d'escorte du groupe pendant un certain temps. Malgré une fausse alerte lorsqu'un baril flottant est pris pour un sous-marin, le voyage est sans incident, et le convoi arrive à Brest dans l'après-midi du 27 juin.

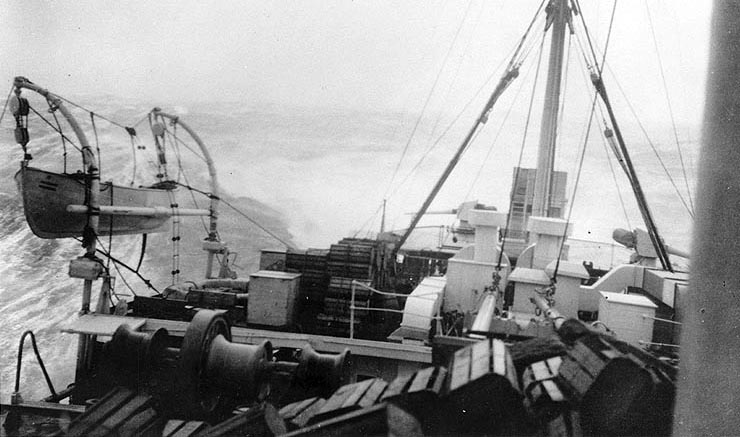
Le Kroonland tangue dans une mer agitée lors d'une traversée transatlantique alors qu'il est en service dans la Marine.

Le 10 juillet, alors que le Kroonland rentre de France, un guetteur repère un périscope à environ 200 yards (180 m). Le Kroonland ouvre le feu et le quatrième coup de son canon n°4 a « éclaté avec un énorme nuage de fumée bleue sale » exactement sur le périscope. Le sous-marin zigzague alors de manière erratique jusqu'à ce qu'il se retrouve directement dans les eaux agitées du sillage du Kroonland. Le transport continue à tirer jusqu'à ce que le sous-marin disparaisse, laissant une nappe de pétrole visible pendant au moins 15 minutes  . Le Kroonland arrive sain et sauf à New York le 13 juillet.
Le 26 juillet, le Kroonland, chargé de 3 248 officiers et hommes repart pour la France. En compagnie du Finland et du vapeur italien Taormina, il rejoint Pocahontas, Susquehanna et les vapeurs italiens Duca d'Aosta et Caserta en provenance de Newport News. Les croiseurs Pueblo, Huntington, ainsi que les destroyers Rathburne et Colhoun escortent les transports. Gordon Van Kleeck, soldat de la compagnie F du 51e régiment d'infanterie de pionniers des États-Unis, l'une des unités à bord du Kroonland lors de ce voyage, enregistre ses activités quotidiennes dans un journal. Il y déclare que les soldats portent des salopettes plutôt que des uniformes et qu'ils sont tenus de porter des gilets de sauvetage en tout temps. Au petit matin, le moment le plus dangereux pour les sous-marins selon Van Kleeck, les soldats doivent rester près de leurs radeaux de sauvetage, jusqu'à ce que le soleil soit complètement levé. Les installations de bain sont trop petites aussi, à plusieurs reprises au cours du voyage, les soldats se rassemblent sur le pont pour prendre des bains d'eau salée, qui consistent en un tuyau d'arrosage braqué sur eux par l'équipage du navire. Le 2 août, le Finland connait des problèmes de moteur et se retire du convoi, qu'il rejoint dès le lendemain, avec le destroyer qui était resté à ses côtés. Le convoi arrive à Brest le 7 août, et le Kroonland revient aux États-Unis le 19 août.
Après avoir embarqué 3 334 soldats, le Kroonland commence sa traversée suivante le 30 août. Il quitte New York avec le Susquehanna, le Harrisburg et le Plattsburg, pour rejoindre le contingent de Newport News composé de Duca d'Aosta, Caserta et America. Le convoi du Kroonland est escorté par le Frederick et le Colhoun
 . Comme d'autres navires de la Marine tout au long de 1918,, le Kroonland n'est pas à l'abri de la pandémie mondiale de grippe espagnole. Lors de cette traversée particulière, deux de ses membres d'équipage sont emportés par la maladie. Le convoi atteint la France le 12 septembre, puis le Kroonland revient à New York le 27 septembre.
Le 7 octobre à 20 h, le Kroonland quitte New York pour son cinquième voyage dans la Marine avec 2 567 hommes. Il rejoint le Caserta et le vapeur britannique Euripides pour un rendez-vous avec le Tenadores, le Susquehanna, l'America et le Czar, venant de Newport News. Les croiseurs Seattle et Rochester, ainsi que les destroyers Murray et Fairfax, forment l'escorte du convoi, qui arrive en France le 20 octobre. Le Kroonland revient à New York le 3 novembre. Il est au port lorsque l'Armistice est signé le 11 novembre. Au total, le Kroonland a transporté 14 125 soldats en France au cours des cinq voyages de sa carrière dans la Marine.

### Rapatriement des troupes

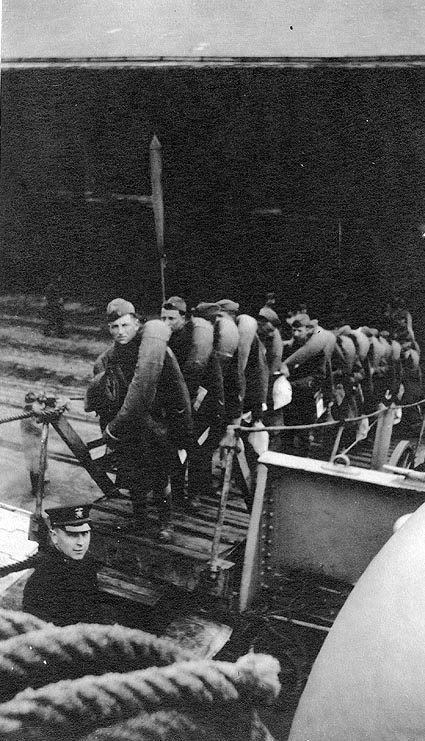
Les troupes embarquent à bord du Kroonland à Saint-Nazaire, en France, le 11 mars 1919, pour retourner aux États-Unis.

À la fin de la guerre, la tâche de rapatrier les soldats américains commence presque immédiatement. Le Kroonland fait sa part en transportant 26 152 passagers en huit voyages.
Le navire quitte Brest fin novembre avec son premier chargement de près de 2 000 soldats blessés et convalescents, dont beaucoup appartiennent à la 76e division d'infanterie américaine. L'ancien paquebot arrive à la station de quarantaine le 10 décembre 1918, et s'amarre à New York le lendemain. À bord se trouve le capitaine Walter Camp, qui a été blessé et gazé lors de l'offensive Meuse-Argonne. Il est le fils de Walter Chauncey Camp, l'entraîneur de football de l'université Yale. Egalement sur le navire, Sarah Wilmer, une travailleuse de première ligne américaine de la YWCA, qui s'était perdue dans la forêt d'Argonne et avait été gazée lorsqu'un obus allemand avait explosé à proximité.
Avant de partir pour son prochain voyage, le Kroonland organise, le jour de Noël, une fête pour 150 vendeurs de journaux du New Jersey à son quai de Hoboken. Avec un arbre de Noël dans le mess des troupes, les vendeurs de journaux ont droit à un dîner et à des divertissements animés par la fanfare du navire, et tous reçoivent des cadeaux.
Le Kroonland arrive à Newport News le 18 février avec 2 805 passagers, dont des unités de la 36e division d'infanterie américaine, après un voyage difficile depuis Saint-Nazaire,.
Le voyage suivant se fait dans un convoi de 17 bateaux, qui part de Saint-Nazaire le 12 mars. Le Kroonland transporte 2 943 officiers et hommes à Newport News, où il arrive le 24 mars. Le 132e régiment de la 61e brigade d'artillerie de campagne est à bord. L'historien de la brigade Rex F. Harlow qualifie le Kroonland de « probablement le meilleur navire sur lequel des unités de la brigade sont retournées en Amérique ».
Le 18 avril , le Kroonland entame son voyage suivant de rapatriement, embarquant plusieurs compagnies du 111è régiment d'infanterie (en) de la 28e division d'infanterie américaine parmi les 3 100 soldats transportés. Bien que les combats soient terminés, les hommes portent encore des gilets de sauvetage pendant les trois premiers jours en mer, par crainte de heurter des mines flottantes. George W. Cooper, historien du 2e bataillon de ce régiment, rapporte que certains hommes ont dû servir de chauffeurs pendant le voyage en raison d'un « manque de main d'oeuvre ». Au milieu de la traversée, le navire a « fait une fuite » et embarque 10 pieds (3 m) d'eau; il gîte pendant un jour ou deux, jusqu'à ce que les réparations soient effectuées. Les troupes débarquent à New York le 29 avril,.
Le Kroonland quitte encore Saint-Nazaire le 18 mai, avec à bord le major-général Joseph E. Kuhn (en) et quelques 3 000 hommes de sa 79e division d'infanterie américaine, qui comprend le 304e régiment du génie, dont la fanfare donne un concert sur le pont tous les soirs pendant le voyage de retour, pour divertir les hommes. Bien qu'initialement destiné à Newport News, le Kroonland reçoit l'ordre en plein océan de se diriger vers New York, où ils arrivent le 29 mai,.
Après avoir terminé un autre passage vers Newport News fin juin, le Kroonland navigue le 19 juillet avec 3 642 passagers - dont des officiers, des hommes, treize épouses de guerre et un bébé de guerre - en provenance de Saint-Nazaire. C'est pour ce port le dernier embarquement de troupes américaines. Parmi les passagers se trouve le général de brigade Samuel D. Rockenbach (en), fondateur du Corps des chars d'assaut des États-Unis (en). Peu avant l'arrivée à New York, le Kroonland donne rendez-vous au USS Wheaton, qui n'a pas de médecin à bord, pour récupérer James Tinney, un homme qui s'est gravement blessé dans une chute. Malgré l'intervention des chirurgiens, par radio, puis à bord du Kroonland, Tinney succombe. Son corps est débarqué à New York.

### Annonce du retour à la marine civile

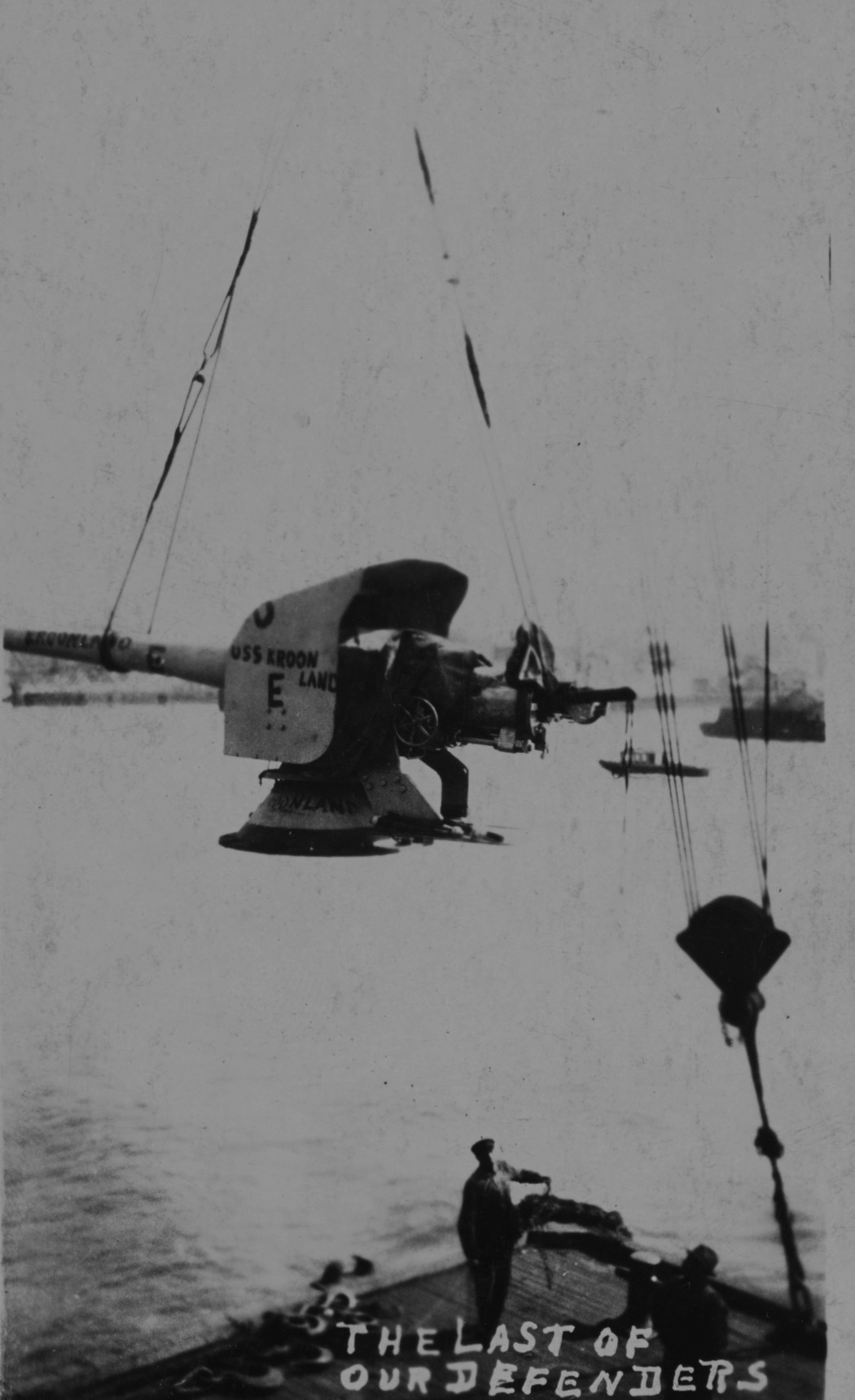
Les canons de sont retirés du Kroonland avant sa restitution à l'International Mercantile Marine.

Le 21 août, l'USSB annonce que le Kroonland sera libéré du service gouvernemental après que les études de réparation aient été terminées.
Après avoir quitté New York le 10 août, le Kroonland fait ce qui sera son dernier voyage de rapatriement de soldats. 1 532 officiers et hommes embarquent à Brest. John Foster Dulles, de l'American Peace Commission, rentre aux États-Unis sur le même bateau. Le transport arrive le 10 septembre à New York. Le docker Martin Hilbert regardait le débarquement, quand il a vu son frère, le sergent William J. Hilbert, dont il n'avait plus de nouvelles depuis octobre. Un rapport l'avait même annoncé mort.
Mais la presse parle surtout d'un autre passager, un clandestin. Michael Gilhooley n'a que 15 ans, mais c'est déjà le quatrième navire de transport (Black Arrow, Zelandia, Santa Paula, Kroonland) qu'il prend pour rentrer illégalement aux États-Unis, sans succès,.
Le navire est désarmé et renvoyé à l'USSB le 13 septembre. Il retourne à la Marine marchande peu de temps après. Au cours de ses huit voyages de retour de troupes, la durée moyenne de rotation par le Kroonland — affectueusement surnommé « l'Impératrice des mers » par son équipage — est d'un peu moins de 39 jours. Le Kroonland bat la moyenne générale de tous les navires de presque un jour entier et devance son navire jumeau, le Finland d'un peu moins.

## La Red Star Line, 1920–1923

### Réaménagement
Après son retour à l'International Mercantile Marine, le navire est réaménagé au chantier naval W. & A. Fletcher Company (en) à Hoboken, qui l'équipe pour 242 passagers de première classe, 310 de deuxième classe et 876 de troisième classe. Le 8 janvier 1920, alors que le Kroonland est encore en chantier, le navire de l'American Line St. Louis, amarré à côté de lui, prend feu. Considérant le St. Louis comme une cause perdue, les pompiers concentrent leurs efforts sur le sauvetage du Kroonland. À un moment donné, le St. Louis s'incline et s'appuye sur le Kroonland, mais les seuls dommages qui en résultent sont des marques de brûlure sur son flanc .

### Tempêtes dans l'Atlantique nord
Le Kroonland reprend sa carrière civile en avril 1920, naviguant à nouveau pour la Red Star Line sur la ligne New York - Anvers. Il est basé au quai 61 (en) sur le fleuve Hudson, en face de ses navires jumeaux Finland et Zeeland , et du plus récent Lapland, jusqu'au début 1923. Le mauvais temps sur l'Atlantique Nord a des conséquences néfastes sur le Kroonland lors de sa navigation sur cette ligne. Une tempête au large de l'île de Sable en décembre 1920 est si intense que le paquebot ne parcourt que 126 milles marins (233 km) en 24 heures, et épuise presque ses réserves de carburant. Le capitaine Newman demande que des remorqueurs l'amènent de la station de quarantaine au quai. Une mer agitée lors d'une autre tempête en octobre 1921 brise un arbre d'hélice, 350 milles marins (648 km) après Sandy Hook. Il revient à New York à 8 nœuds (15 km/h) et transfère la plupart de ses passagers sur le Lapland. Quatre mois plus tard, une autre traversée vers l'Europe est marquée par des coups de vent presque continus, avec des vents allant jusqu'à 145 kilomètres par heure (90 mi/h). Le paquebot arrive à Plymouth couvert de glace et de neige.

### Autres événements
Le Kroonland est également impliqué dans plusieurs événements non liés à la météo. Le 12 novembre 1920, après avoir quitté Anvers pour New York, il entre en collision avec un remorqueur néerlandais dans l'Escaut, tuant deux membres de l'équipage du remorqueur. Sur le paquebot, se trouvent les cyclistes belges Van Hevel, Debaets, Van Lerberghe et Persyn, qui partent participer aux Six Jours de New York, qu'ils finiront aux deuxième et troisième places.
En mars 1921, une Tchécoslovaque donne naissance à des jumeaux à bord du paquebot, peu après le départ d'Anvers. Leur naissance sur un navire battant pavillon américain confère automatiquement aux jumeaux la citoyenneté américaine.
En juin 1921, le Kroonland arrive à Cherbourg avec 5 jours de retard, suite à une grève à bord au moment du départ.
Le 10 juin 1922, la presse rapporte que Charles Simmons, intendant en chef du Kroonland, a été retrouvé mort dans sa couchette. Les membres d'équipage à bord du navire, amarré à New York depuis le 4 juin, déclarent que Simmons avait été vu sur le pont en bonne santé la veille. Le médecin légiste demande néanmoins à la police d'enquêter, car il lui semble que Simmons était mort depuis trois à quatre jours.
Lors d'une traversée vers l'Europe en août, le Kroonland cesse sa progression pendant deux heures, après avoir reçu un rapport d'explosion et d'incendie sur le RMS Adriatic, à environ 70 milles marins (130 km) derrière lui : une explosion de gaz dans l'une des cales avant a tué cinq membres d'équipage et grièvement blessé trois autres. Elle a également provoqué un incendie, rapidement éteint, et qui n'a laissé que peu de dégâts. Les offres d'aide de dix paquebots (dont le Kroonland) sont poliment déclinées et le RMS Adriatic arrivera à New York trois jours plus tard.
En octobre, le juge fédéral américain Learned Hand émet une ordonnance restrictive empêchant la saisie d'alcool liée à la Prohibition à bord du Kroonland, du Finland et du St. Paul. L'IMM a demandé l'ordonnance pour lui permettre de continuer d'avoir à bord des Italiens, qu'ils soient membres d'équipage ou passagers de troisième classe. En effet, la loi italienne exigeait qu'un nombre minimum de membres de l'équipage d'un navire soient italiens, et que du vin italien contenant au moins 12° d'alcool leur soit fourni.

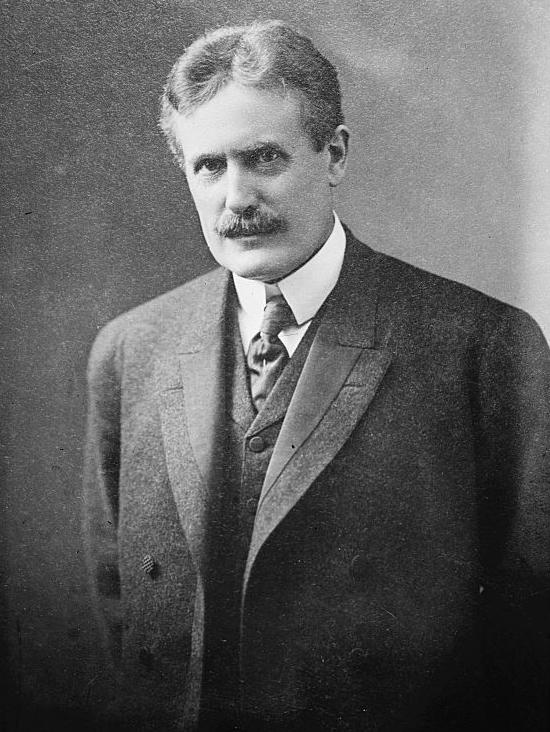
L'ambassadeur Myron T. Herrick, délégué américain auprès de la Chambre de commerce internationale, navigue sur le Kroonland en 1920.

### Passagers et cargaisons notables
Le Kroonland transporte quelques passagers notables pendant sa période sur cette ligne, notamment une majorité de délégués américains à la Chambre de commerce internationale pour sa réunion à Paris en juin 1920. Parmi ces délégués figurent Myron T. Herrick, ancien ambassadeur des États-Unis en France; Paul M. Warburg, ancien membre du Conseil de la Réserve fédérale; et quatorze directeurs actuels et anciens de la Chambre de commerce des États-Unis.
Le Dr Samuel Eyde, nouveau diplomate norvégien aux États-Unis, se rend à son poste en décembre à bord du Kroonland. Au cours du même voyage, Max Goldberg, un livreur de fleurs de 14 ans, revient d'un aller-retour accidentel, commencé à New York lorsque la  passerelle a été enlevée et que le navire est parti pendant qu'il effectuait une livraison de dernière minute.
Quatre des sept délégués des États-Unis à la 19e Convention de l'Union interparlementaire à Stockholm — les membres du Congrès Alben W. Barkley et Edwin B. Brooks (en), ainsi que les sénateurs Thomas J. Walsh et William B. McKinley — sont revenus à bord du Kroonland en septembre 1921.
Certaines cargaisons suscitent l'intérêt de la presse new-yorkaise. Elle fait état à plusieurs reprises de dépôts d'or transportés aux États-Unis sur le paquebot. Par exemple, lors du voyage terminé à court de fuel en décembre 1920, il transporte 1 650 000 dollars en or, et en juin suivant, il transporte 100 000 livres sterling en or à l'Equitable Trust Company de New York.
Une autre cargaison notable arrive à New York en novembre 1922 : 840 000 livres (381 018 kg) de fromage de Suisse. On dit que c'est la première grande cargaison de fromage en provenance de ce pays depuis 1914.
Une cargaison encore plus indésirable est transportée en mars 1921 : un immigrant hongrois dans l'entrepont est atteint de fièvre typhoïde. Cette découverte nécessite la mise en quarantaine indéfinie des 731 passagers de l'entrepont.

### Nouveau réaménagement
Le Kroonland commence son dernier voyage vers Anvers en janvier 1923, après quoi, il subit un carénage au cours du premier semestre de 1923. Le navire est converti pour n'accueillir que des passagers de cabine et de troisième classe, et il est peint en blanc. En prévision de son retour annoncé sur la Panama Pacific Line en octobre 1923, davantage d'espace de réfrigération et d'air frais sont ajoutés pour le transport des produits agricoles du sud de la Californie.
Après ce réaménagement, le navire est brièvement affecté à l'American Line pour trois voyages aller-retour sur la ligne New York-Hambourg, avec des escales intermédiaires à Plymouth et Cherbourg.
Lors de son premier voyage à Hambourg, il transporte l'actrice américaine Florence Shirley (en) et son mari, en route pour des vacances en Europe. Cecil Arden (en), mezzo-soprano du Metropolitan Opera, et le botaniste Otto Warburg sont du même voyage.

## La Panama Pacific Line, 1923–1925
En avril 1923, IMM annonce que le Kroonland et le Finland seront renvoyés sur la Panama Pacific Line à partir de fin septembre, naviguant de New York à San Francisco, via La Havane, le canal de Panama et Los Angeles, ce dernier port étant le centre des opérations de la côte ouest. En juin, le Manchuria est aussi affecté à cette ligne. Le 18 octobre, le Kroonland part pour son premier voyage sur cette ligne depuis 1915. Il arrive dans le port de Los Angeles le 3 novembre en grande pompe, devenant le plus grand paquebot à cette date à entrer dans ce port .

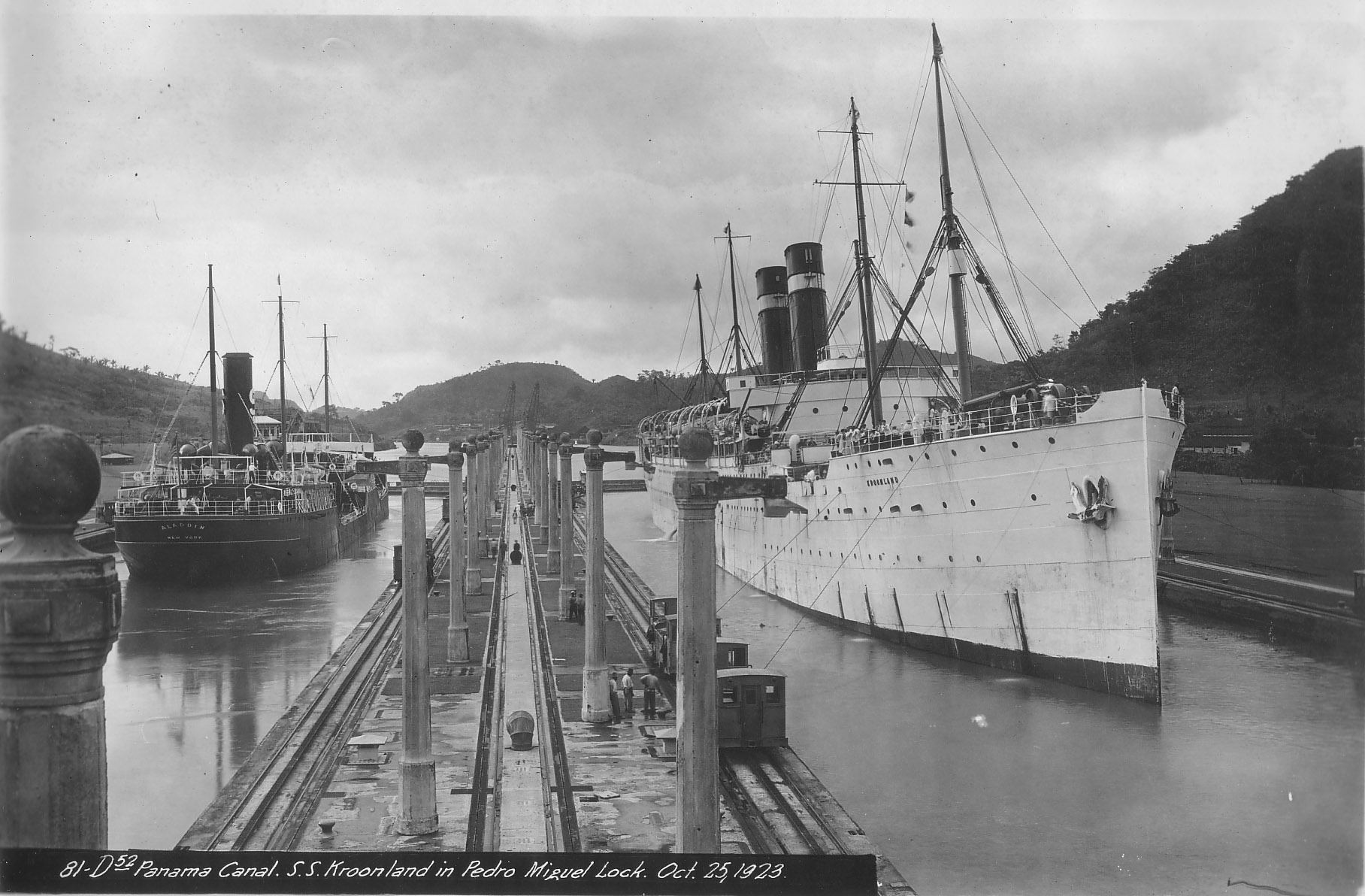
Le Kroonland passe les écluses Pedro Miguel du canal de Panama le 23 octobre 1923. Il s'agit du premier voyage du paquebot sur la ligne New York – San Francisco après une absence de huit ans.

Contrairement à sa période dans l'Atlantique Nord, le Kroonland rencontre peu de problèmes météorologiques ou mécaniques sur cette ligne. En décembre 1923 cependant, le navire est retardé d'un jour par une mer et des coups de vent inhabituellement forts au large de la Basse-Californie (Mexique). Un autre retard en octobre 1924 s'avère fatal, selon le médecin du bord. Une arrivée avec deux jours de retard, due à des courants contraires au nord du Panama, coûte la vie à une passagère. Pour le médecin, si le navire n’avait pas été retardé, des soins hospitaliers rapides auraient pu la sauver. Lors de ce même voyage, le Kroonland traverse une « zone d'ouragan », mais n'est pas affecté négativement par la tempête .
En décembre 1924, la Panama Pacific Line annonce qu'elle ajoutera le Mongolia à la ligne New York – Californie en février pour remplacer le Kroonland. Bien que des compte-rendus de presse rapportent jusqu'en mars 1925 le dernier voyage du Kroonland sur cette ligne, il continue à transporter des passagers et du fret au moins jusqu'en juin 1925, en raison d'une activité florissante. Malgré l'annonce de plans pour convertir le Kroonland et le Finland en cargos lors de la livraison de deux nouveaux navires commandés pour la ligne à la fin de 1924, il n'existe aucune preuve que cela ait jamais été réalisé.

### Passagers Notables
Durant sa deuxième période pour la Panama Pacific Line, le Kroonland transporte, parmi les passagers du premier voyage, le poète moderniste américain Wallace Stevens et sa femme Elsie. Après avoir traversé le canal de Panama, le paquebot se dirige vers le nord, le long de la côte ouest du Mexique. Le navire traverse le golfe et l'isthme de Tehuantepec début novembre, inspirant à Stevens  le poème « Sea Surface Full Of Clouds », écrit plus tard. Publié pour la première fois dans le numéro de juillet 1924 du magazine littéraire The Dial, le poème est ensuite inclus dans l'édition de 1931 de Stevens, Harmonium. Chacune des cinq strophes commence par le vers « En ce mois de novembre au large de Tehuantepec », et constitue une représentation différente de la surface de la mer. Le poème a été qualifié d'une des « déclarations les plus convaincantes de Stevens sur les pouvoirs de l'imagination », et considéré comme « l'exemple le plus parfait d'un « poème pur » ».
Parmi les autres passagers de renom, figurent le joueur de baseball professionnel Ray E. French et sa femme, qui naviguent, lors du même voyage que Stevens, jusqu'à leur domicile en Californie; l'artiste californien William Barr; l'auteur américain Frederick O'Brien et l'actrice Mary Carr naviguent tous sur le Kroonland en décembre 1923. En février 1924, Daniel Willard, président du Baltimore and Ohio Railroad, quitte New York pour Los Angeles. Reconnaissant que le canal de Panama a « diminué les volumes de fret » des chemins de fer, Willard déclare qu'il n'y a aucune raison de s'alarmer car le secteur ferroviaire est en plein essor. En janvier 1925, Gene Byrnes, créateur de la bande dessinée Reg'lar Fellers, et sa femme naviguent de New York à Los Angeles. Au cours du même voyage, le président de l'Université de Californie du Sud, Rufus B. von KleinSmid, embarque sur le Kroonland à Panama après avoir assisté au Congrès scientifique panaméricain à Lima. À la mi-juin de la même année, l'auteur de nouvelles et scénariste H. C. Witwer et sa famille retournent à New York à bord du navire.

## L'American Line, 1925–1926
En octobre 1925, l'American Line annonce son intention de faire naviguer le paquebot sur une ligne hebdomadaire New York - Miami. Le Kroonland supplante le H. F. Alexander  de l'Admiral Line comme le plus grand navire en service à Miami. Il part du quai 62 à New York le jeudi, arrive et part de Miami le dimanche, pour revenir à New York le mercredi. Bien que la capacité de transport de passagers du Kroonland soit potentiellement beaucoup plus grande, il n'est équipé que pour 500 passagers de première classe. Lors de son premier voyage, le 10 décembre, il transporte 400 passagers, dont le golfeur professionnel américain Gene Sarazen.

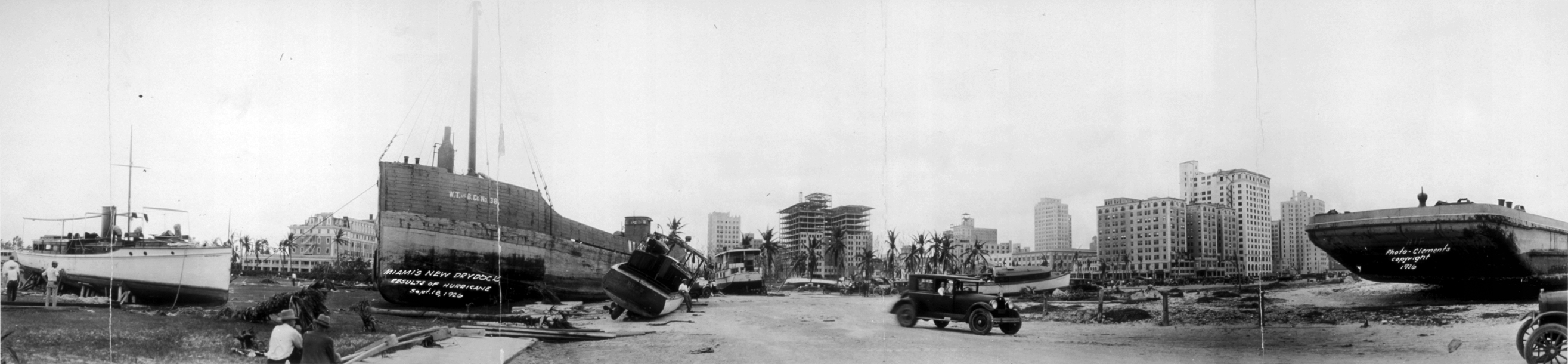
Le service New York - Miami du Kroonland n'est pas renouvelé après l'ouragan de Miami de 1926, qui frappe la ville en septembre, causant des dégâts considérables.

Au terme du service saisonnier vers Miami, fin mars 1926, le Kroonland a transporté 11 000 passagers sur cette ligne. Bien que des plans soient annoncés pour que le paquebot reprenne la ligne l'hiver suivant, cela ne se produit pas. L'IMM ne donne aucune raison, mais les conditions à Miami à la fin de 1926 sont très différentes de l'année précédente : Le boom immobilier sauvage du sud de la Floride s'est effondré au milieu de l'année 1926, et le grand ouragan de Miami a frappé le 18 septembre, tuant plus de 325 personnes, et laissant jusqu'à 50 000 résidents sans abri. Les dégâts sont estimés à 100 millions de dollars de dégâts (soit 
1 444 millions de dollars en 2016)  .
N'ayant aucun endroit où placer le navire vieillissant, IMM laisse le Kroonland à quai à Hoboken.
Le navire est ensuite vendu à des démolisseurs de navires en Italie. Il quitte les États-Unis pour la dernière fois le 29 janvier 1927. Après avoir livré une cargaison de céréales à son ancien port d'attache d'Anvers, il est emmené à Gênes et mis à la ferraille. Selon un rapport de l'Associated Press, le Kroonland a effectué 234 voyages totalisant 1 635 468 milles (2 632 031 km) au cours de sa carrière sans connaître d'accident grave.